# Norbert van Stokkum
Norbertus Julius Maria (Norbert) van Stokkum (Rotterdam, 1 november 1917 - KZ Schlieben Aussenlager van Buchenwald (Duitsland), 30 januari 1945) was een Nederlands verzetsstrijder. De sterfdatum 30 januari 1945 staat vermeld op de Erelijst van Gevallenen 1940-1945.

## Biografie
Norbert van Stokkum was een zoon van Petrus Joseph Maria (Piet) van Stokkum (1881-1964, oprichter van de firma “Nederlandse Natuursteenhandel P.J.M. van Stokkum”, thans Van Stokkum Natuursteen B.V. te Venlo) en Elisabeth Maria Wilhelmina Vogels (1886-1968). Norbert van Stokkum trouwde te Nijmegen in 1942 met Leonora Maria (Nora) van Gastel (1920-2009). Zij kregen een zoon in februari 1944.
Norbert was sportleraar, onder anderen jiu-jitsu. Hij trainde verzetsgroepen en hij had tegen alle verboden in de Joodse Jacques Cohen als compagnon. Hij ging eind september 1943 op weg via Frankrijk en Spanje naar Engeland. Maar hij werd verraden in Parijs, waarschijnlijk door een Nederlander. In oktober 1943 werd hij gearresteerd en op transport gesteld naar Buchenwald. Na vele mishandelingen en ontberingen is hij aan “tyfus” gestorven in januari 1945 in KZ Schlieben, gelegen in Zuidwest Brandenburg, een Aussenlager van KZ Buchenwald.
Aan Norbert van Stokkum is postuum het Bronzen Kruis toegekend voor moedig en beleidvol optreden tegen de vijand.
Samen met Norbert had ook zijn jongere broer Peter-Canies van Stokkum (1920-1945, hij staat ook op de Erelijst van Gevallenen) naar Engeland willen ontsnappen.
Ook hij liep in Parijs in de val en hij werd met Norbert gearresteerd.
Norbert en Peter-Canies van Stokkum kwamen uit een gezin van dertien kinderen (drie zussen en tien broers). Hun broer Alfons van Stokkum (1915-2006) koos in de oorlog voor de andere kant.Hij trad in vreemde krijgsdienst, waardoor hij na de Tweede Wereldoorlog zijn Nederlanderschap verloor.